# Líbano Setentrional

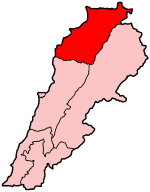
Líbano Setentrional

Líbano Setentrional (Árabe: الشمال, ash-Shamal; Francês: Liban-Nord) é uma província (muhafazah) do Líbano. A sua capital é Trípoli.
A província está dividida em distritos (aqdya):
- Trípoli (Trípoli)
- Akkar (Halba)
- Zgharta (Zgharta / Ehden)
- Bsharri (Bsharri)
- Batroun (Batroun)
- Koura (Amioun)
- Miniyeh-Danniyeh (Miniyeh / Sir ed-danniyeh)